# Route de la Longue-Queue
La route de la Longue-Queue est une voie située dans le 16e arrondissement de Paris, en France.

## Situation et accès
Elle se trouve dans le bois de Boulogne.